# Karotz
 (décembre 2014).

Logo du Karotz.

Karotz est un objet représentant un lapin et intégrant un ordinateur pouvant se connecter à Internet grâce à un réseau Wi-Fi. Créé par la société française Violet, repris par l'éditeur de jeux vidéo Mindscape, puis par Aldebaran Robotics, il succède au Nabaztag.

## Historique
- En mai 2010, Karotz est annoncé pour un avenir proche[1].
- En novembre 2010, Mindscape annonce la sortie de Karotz pour le mois de mars 2011 sur son blog officiel[2].
- En mars 2011, les premiers Karotz sont distribués à une vingtaine de bêta-testeurs.
- Le 1er avril 2011, Karotz est officiellement lancé.
- Le 6 octobre 2011, Aldebaran Robotics annonce le rachat de Karotz[3].
- Aldebaran Robotics annonce la fin de la maintenance des serveurs Karotz ainsi que leur service après-vente au 18 février 2015[4].

## Caractéristiques techniques
De Nabaztag, Karotz a hérité son design général (coque et oreilles) et son mouvement d'oreilles à 360°. Son design a quelque peu évolué pour suivre les évolutions techniques : les enceintes se situent dans son dos pour un meilleur son, il dispose d'un port USB pour lire des fichiers musicaux, d'un port mini-USB pour faciliter son installation sur le réseau Internet, d'une webcam dans le nombril et d'un microphone qui se situe maintenant au sommet de sa tête.

## Sécurité
Lors de la conférence DEF CON 21, Daniel Crowley, Jenniver Savage et David Bryan ont pointé plusieurs vulnérabilités de sécurité concernant le Karotz. Les connexions non chiffrées effectuées vers le site internet de l'éditeur permettrait à un pirate informatique de récupérer le code Wifi de l'utilisateur, de prendre le contrôle du Karotz, d'y installer un logiciel malveillant et même le de corrompre définitivement sans que l'utilisateur final ne puisse s'en apercevoir. Au cours de la même conférence, ils ont également démontrés qu'il était possible d'espionner l'entourage du Karotz grâce à la caméra et au microphone qui font partie intégrante du lapin connecté.

### En termes hardware[7]
- Microprocesseur ARM 9 (Samsung S3C2440)
- Système d'exploitation Linux
- Mémoire interne de 256 Mio de mémoire flash, 64 Mio de Ram
- Carte Wifi multi protocole (WEP, WPA, WPA2)
- Carte RFID passive (standard NFC : support de la norme ISO-14443-B)
- Enceinte et acoustique
- Reconnaissance vocale
- Webcam orientable (résolution 640*480)
- Une DEL de grande puissance
- 1 port USB
- 1 port mini-USB
- Mobilité en option grâce à une batterie

### En termes software
- Des applications embarquées contre des applications déportées pour Nabaztag
- Reconnaissance vocale et synthèse vocale déportées
- Téléphonie VOIP
- Lecture de fichiers musicaux embarqués sur une clé USB
- Envois de SMS
- Géolocalisation
- Lecture de tous types de web radios
- SDK (Software Development Kit)
- Dès sa sortie, Karotz dispose de 28 applications classées dans différents thèmes : communication, vie pratique, musique

### Accessoires et add-ons
- Accessoires RFID : Flatnanoz, Bookz, RFIDress
- Nouvelles couleurs pour les Nanoztag et Earz
- Accessoires de customisation : Skinz
- Adaptateur Ethernet
- Batterie
- Station musicale